# Carta tinta
Carta tinta (wł. arkusz barwiony) - rysunek robiony na podkładzie barwnym. Technika polegała na tonowaniu papieru za pomocą pędzla lub gąbki przed użyciem go do malunku. Następnie nakładano na to delikatny rysunek, tworzony za pomocą pręta metalowego, czarną lub czerwona glinką oraz kredą. Umożliwiało to szeroki zakres wydobycia modelunku bryły. Technika popularna w XV wieku wśród artystów renesansowych np. L. da Vinci, F. Lippi, B. Gozzoli.
Bibliografia: 
- "Wielka Encyklopedia Oxford" tom 3, Educational Oxford, Poznań 2008